# NMB48
NMB48(엔엠비포티에이트)는 아키모토 야스시의 프로듀스에 의해 2010년에 탄생한 오사카시 남바를 거점으로 해 킨키 지방을 중심으로 활동하는 일본의 여성 아이돌 그룹이다.

## 개요
AKB48의 전국 전개의 일환으로, 나고야의 SKE48에 이은 제2탄으로 오사카 시가 선택되어, 2010년 10월 9일 도쿄 카사이린카이 공원에서의 야외 라이브 《Visit Zoo 캠페인 응원 프로젝트 AKB48 도쿄 가을 축제 supported by NTT 플라라》에서 처음 피로연되어, 발족했다. 이것에 의해, 아키모토 야스시 프로젝트에 의한 〈48 프로젝트〉(〈AKB48 그룹〉도) 유닛이 일본 3대 도시권에 출전했다.
그룹명인 〈NMB〉의 유래는, 극장의 소재지인 츄오 구와 나니와구에 걸친 오사카의 2대 번화가 중 하나, 미나미에 있는 〈남바〉(NAMBA)로부터, 〈남바48〉로도 말해진다.

## 특징

### 활동 방침
AKB48나 자매 그룹과 마찬가지로, 컨셉트의 근본에 〈만나러 갈 수 있는 아이돌〉을 두어, 연애 금지의 룰 등을 이어받고 있다. 한편으로, 다른 유닛과의 이미지 차별화도 볼 수 있다. 예를 들면, 요시모토 흥업 계열의 사무소 소속이라는 것으로, 콩트나 만담에도 힘을 들이고 있다.

## 멤버

### 팀N
팀 컬러는 〈■ 황색〉.
| 이름            | 일본어 표기 | 요미가나        | 생년월일               | 가입기       | 승격일           | 소속 사무소 | 비고                                | 총선거 | 총선거 | 총선거 | 총선거 | 총선거 | 총선거 | 총선거 | 총선거 |
| 이름            | 일본어 표기 | 요미가나        | 생년월일               | 가입기       | 승격일           | 소속 사무소 | 비고                                | 3      | 4      | 5      | 6      | 7      | 8      | 9      | 10     |
| --------------- | ----------- | --------------- | ---------------------- | ------------ | ---------------- | ----------- | ----------------------------------- | ------ | ------ | ------ | ------ | ------ | ------ | ------ | ------ |
| 아오바라 유카   | 青原優花    | あおばら ゆか   | 2007년 7월 12일(17세)  | 9기          | 2023년 12월 16일 | Showtitle   | 언니는 아오바라 와카 (9기생)        |        |        |        |        |        |        |        |        |
| 이케다 텐나     | 池田典愛    | いけだ てんな   | 2005년 10월 5일(19세)  | 9기          | 2024년 10월 9일  | Showtitle   | -                                   |        |        |        |        |        |        |        |        |
| 이즈미 아야노   | 泉綾乃      | いずみ あやの   | 2004년 11월 22일(20세) | 드래프트 3기 | 2019년 9월 15일  | Showtitle   | -                                   |        |        |        |        |        |        |        |        |
| 카메노 지온     | 瓶野神音    | かめの じおん   | 2007년 9월 2일(17세)   | 7기          | 2022년 7월 16일  | Showtitle   | -                                   |        |        |        |        |        |        |        |        |
| 카와카미 치히로 | 川上千尋    | かわかみ ちひろ | 1998년 12월 17일(26세) | 4기          | 2014년 2월 24일  | Showtitle   | 최연장자 졸업예정 (시기미정)        |        |        |        |        |        |        |        | 113    |
| 코지마 카린     | 小嶋花梨    | こじま かりん   | 1999년 7월 16일(25세)  | 5기          | 2017년 10월 12일 | Showtitle   | NMB48 2대 캡틴 2025년 11월 졸업예정 |        |        |        |        |        |        |        |        |
| 시부타니 사유키 | 渋谷紗雪    | しぶたに さゆき | 2007년 1월 29일(18세)  | 9기          | 2024년 10월 9일  | Showtitle   | -                                   |        |        |        |        |        |        |        |        |
| 타나카 유키노   | 田中雪乃    | たなか ゆきの   | 2007년 11월 16일(17세) | 8기          | 2023년 6월 2일   | Showtitle   | 부캡틴                              |        |        |        |        |        |        |        |        |
| 히라야마 마이   | 平山真衣    | ひらやま まい   | 2002년 11월 16일(22세) | 7기          | 2021년 8월 14일  | Showtitle   | 캡틴                                |        |        |        |        |        |        |        |        |
| 후쿠노 아미     | 福野杏実    | ふくの あみ     | 2005년 5월 2일(20세)   | 8기          | 2023년 7월 14일  | Showtitle   | -                                   |        |        |        |        |        |        |        |        |
| 마츠오카 사쿠라 | 松岡さくら  | まつおか さくら | 2003년 6월 24일(22세)  | 8기          | 2023년 7월 14일  | Showtitle   | -                                   |        |        |        |        |        |        |        |        |
| 마츠모토 미히나 | 松本海日菜  | まつもと みひな | 2008년 5월 22일(17세)  | 8기          | 2023년 7월 14일  | Showtitle   | -                                   |        |        |        |        |        |        |        |        |
| 미야모토 아미   | 宮本杏海    | みやもと あみ   | 2010년 7월 1일(14세)   | 9기          | 2024년 10월 9일  | Showtitle   | 최연소                              |        |        |        |        |        |        |        |        |

### 팀M
팀 컬러는 〈■ 분홍색〉.
| 이름            | 일본어 표기 | 요미가나        | 생년월일               | 가입기       | 승격일           | 소속 사무소 | 비고                       | 총선거 | 총선거 | 총선거 | 총선거 | 총선거 | 총선거 | 총선거 | 총선거 |
| 이름            | 일본어 표기 | 요미가나        | 생년월일               | 가입기       | 승격일           | 소속 사무소 | 비고                       | 3      | 4      | 5      | 6      | 7      | 8      | 9      | 10     |
| --------------- | ----------- | --------------- | ---------------------- | ------------ | ---------------- | ----------- | -------------------------- | ------ | ------ | ------ | ------ | ------ | ------ | ------ | ------ |
| 이케 하노카     | 池帆乃香    | いけ ほのか     | 2003년 12월 16일(21세) | 8기          | 2023년 7월 14일  | Showtitle   | 캡틴 최연소                |        |        |        |        |        |        |        |        |
| 이타가키 코요리 | 板垣心和    | いたがき こより | 2005년 5월 23일(20세)  | 9기          | 2024년 10월 9일  | Showtitle   | -                          |        |        |        |        |        |        |        |        |
| 타나카 미소라   | 田中美空    | たなか みそら   | 2004년 8월 24일(20세)  | 9기          | 2024년 10월 9일  | Showtitle   | -                          |        |        |        |        |        |        |        |        |
| 니시 유마       | 西由真      | にし ゆま       | 2006년 3월 25일(19세)  | 9기          | 2024년 10월 9일  | Showtitle   | -                          |        |        |        |        |        |        |        |        |
| 니시지마 리오   | 西島梨央    | にしじま りお   | 2004년 11월 18일(20세) | 9기          | 2024년 10월 9일  | Showtitle   | -                          |        |        |        |        |        |        |        |        |
| 니시다 호노카   | 西田帆花    | にしだ ほのか   | 2005년 3월 10일(20세)  | 9기          | 2024년 10월 9일  | Showtitle   | -                          |        |        |        |        |        |        |        |        |
| 하가 레이       | 芳賀礼      | はが れい       | 2006년 3월 29일(19세)  | 9기          | 2023년 12월 16일 | Showtitle   | -                          |        |        |        |        |        |        |        |        |
| 마나베 안쥬     | 眞鍋杏樹    | まなべ あんじゅ | 2002년 6월 10일(23세)  | 7기          | 2021년 8월 14일  | Showtitle   | 부캡틴 졸업예정 (시기미정) |        |        |        |        |        |        |        |        |
| 야마모토 미카나 | 山本望叶    | やまもと みかな | 2002년 3월 11일(23세)  | 드래프트 3기 | 2019년 3월 1일   | Showtitle   | -                          |        |        |        |        |        |        |        |        |
| 요시미 아야네   | 吉見純音    | よしみ あやね   | 2007년 10월 18일(17세) | 9기          | 2024년 10월 9일  | Showtitle   | 최연소                     |        |        |        |        |        |        |        |        |
| 와다 미유       | 和田海佑    | わだ みゆ       | 1997년 3월 29일(28세)  | 7기          | 2022년 1월 1일   | Showtitle   | 최연장자                   |        |        |        |        |        |        |        |        |

### 팀BII
팀 컬러는 〈■ 파란색〉.
| 이름            | 일본어 표기 | 요미가나        | 생년월일               | 가입기       | 승격일           | 소속 사무소 | 비고                         | 총선거 | 총선거 | 총선거 | 총선거 | 총선거 | 총선거 | 총선거 | 총선거 |
| 이름            | 일본어 표기 | 요미가나        | 생년월일               | 가입기       | 승격일           | 소속 사무소 | 비고                         | 3      | 4      | 5      | 6      | 7      | 8      | 9      | 10     |
| --------------- | ----------- | --------------- | ---------------------- | ------------ | ---------------- | ----------- | ---------------------------- | ------ | ------ | ------ | ------ | ------ | ------ | ------ | ------ |
| 아오바라 와카   | 青原和花    | あおばら わか   | 2004년 1월 6일(21세)   | 9기          | 2023년 12월 16일 | Showtitle   | 동생은 아오바라 유카 (9기생) |        |        |        |        |        |        |        |        |
| 아베 와카나     | 安部若菜    | あべ わかな     | 2001년 7월 18일(23세)  | 드래프트 3기 | 2020년 1월 1일   | Showtitle   | -                            |        |        |        |        |        |        |        |        |
| 키누가사 아야미 | 衣笠彩実    | きぬがさ あやみ | 2010년 11월 3일(14세)  | 9기          | 2024년 10월 9일  | Showtitle   | 최연소                       |        |        |        |        |        |        |        |        |
| 쿠로시마 사쿠라 | 黒島咲花    | くろしま さくら | 2009년 4월 7일(16세)   | 8기          | 2023년 7월 14일  | Showtitle   | -                            |        |        |        |        |        |        |        |        |
| 사카시타 마코   | 坂下真心    | さかした まこ   | 2005년 8월 2일(19세)   | 8기          | 2023년 6월 2일   | Showtitle   | 캡틴                         |        |        |        |        |        |        |        |        |
| 사카타 미사키   | 坂田心咲    | さかた みさき   | 2005년 11월 8일(19세)  | 8기          | 2022년 7월 16일  | Showtitle   | -                            |        |        |        |        |        |        |        |        |
| 사카모토 리사   | 坂本理紗    | さかもと りさ   | 2008년 12월 24일(16세) | 8기          | 2023년 7월 14일  | Showtitle   | -                            |        |        |        |        |        |        |        |        |
| 사쿠라다 아야카 | 桜田彩叶    | さくらだ あやか | 2002년 3월 25일(23세)  | 8기          | 2023년 6월 2일   | Showtitle   | -                            |        |        |        |        |        |        |        |        |
| 시오츠키 케이토 | 塩月希依音  | しおつき けいと | 2005년 12월 15일(19세) | 드래프트 3기 | 2019년 3월 1일   | Showtitle   | -                            |        |        |        |        |        |        |        |        |
| 신자와 나오     | 新澤菜央    | しんざわ なお   | 1999년 8월 2일(25세)   | 6기          | 2019년 9월 9일   | Showtitle   | -                            |        |        |        |        |        |        |        |        |
| 타츠모토 야요이 | 龍本弥生    | たつもと やよい | 2005년 3월 2일(20세)   | 8기          | 2023년 6월 2일   | Showtitle   | -                            |        |        |        |        |        |        |        |        |
| 후나하시 레이나 | 舟橋礼菜    | ふなはし れいな | 2008년 4월 1일(17세)   | 9기          | 2024년 10월 9일  | Showtitle   | -                            |        |        |        |        |        |        |        |        |
| 미즈타 시오리   | 水田詩織    | みずた しおり   | 1998년 12월 21일(26세) | 5기          | 2017년 10월 12일 | Showtitle   | 최연장자                     |        |        |        |        |        |        |        |        |
| 요시노 미사키   | 芳野心咲    | よしの みさき   | 2008년 1월 13일(17세)  | 7기          | 2022년 7월 16일  | Showtitle   | -                            |        |        |        |        |        |        |        |        |

### 연구생
| 이름            | 일본어 표기 | 요미가나        | 생년월일               | 가입기 | 소속 사무소 | 비고     | 총선거 |
| 이름            | 일본어 표기 | 요미가나        | 생년월일               | 가입기 | 소속 사무소 | 비고     | 10     |
| --------------- | ----------- | --------------- | ---------------------- | ------ | ----------- | -------- | ------ |
| 이시야마 치히로 | 石山千尋    | いしやま ちひろ | 2008년 5월 24일(17세)  | 10기   | Showtitle   | -        |        |
| 우치다 아이샤   | 内田愛彩    | うちだ あいしゃ | 2004년 6월 12일(21세)  | 10기   | Showtitle   | 최연장자 |        |
| 키네 이로하     | 木根彩呂花  | きね いろは     | 2010년 10월 25일(14세) | 10기   | Showtitle   | -        |        |
| 시부야 아사나   | 澁谷愛紗南  | しぶや あさな   | 2006년 10월 27일(18세) | 10기   | Showtitle   | -        |        |
| 타카하시 코토네 | 高橋ことね  | たかはし ことね | 2003년 4월 20일(22세)  | 10기   | Showtitle   | -        |        |
| 타케다 쿄카     | 竹田京加    | たけだ きょうか | 2012년 9월 13일(12세)  | 10기   | Showtitle   | 최연소   |        |
| 타나카 미리아   | 田中ミリア  | たなか ミリア   | 2010년 12월 9일(14세)  | 10기   | Showtitle   | -        |        |
| 나카가와 토모카 | 中川朋香    | なかがわ ともか | 2006년 1월 2일(19세)   | 10기   | Showtitle   | -        |        |
| 나가타 후우카   | 永田楓花    | ながた ふうか   | 2006년 8월 2일(18세)   | 10기   | Showtitle   | -        |        |
| 미카모 쿠루미   | 三鴨くるみ  | みかも くるみ   | 2001년 10월 31일(23세) | 10기   | Showtitle   | -        |        |
| 미야자키 사에   | 宮崎紗衣    | みやざき さえ   | 2010년 12월 29일(14세) | 10기   | Showtitle   | -        |        |
| 미야하라 코논   | 宮原心音    | みやはら このん | 2010년 4월 19일(15세)  | 10기   | Showtitle   | -        |        |
| 무라이 유우리   | 村井悠莉    | むらい ゆうり   | 2005년 3월 5일(20세)   | 10기   | Showtitle   | -        |        |
| 야마구치 미오   | 山口美桜    | やまぐち みお   | 2007년 9월 27일(17세)  | 10기   | Showtitle   | -        |        |

### 전 멤버

#### 전 정규 멤버
| 이름              | 일본어 표기 | 요미가나          | 생년월일               | 가입기       | 최종 소속       | 졸업 시기        | 현 소속 사무소                                                     | 비고 | 총선거 최고 순위 |   |
| ----------------- | ----------- | ----------------- | ---------------------- | ------------ | --------------- | ---------------- | ------------------------------------------------------------------ | --- | ---------------- | - |
| 모리 아야카       | 森彩華      | もり あやか       | 1996년 5월 23일(29세)  | 1기          | N               | 2011년 7월 10일  | -                                                                  | - | -                |   |
| 코다카리 유카     | 小鷹狩佑香  | こだかり ゆうか   | 1997년 8월 5일(27세)   | 2기          | M               | 2012년 5월 6일   | -                                                                  | - | -                |   |
| 후지타 루나       | 藤田留奈    | ふじた るな       | 1997년 11월 25일(27세) | 2기          | M               | 2012년 10월 3일  | -                                                                  | - | -                |   |
| 마츠다 시오리     | 松田栞      | まつだ しおり     | 1995년 6월 18일(30세)  | 1기          | N               | 2012년 10월 28일 | ILLIA MODEL AGENCY                                                 | 개인활동중                                                                                              | -                |   |
| 오오타 리오나     | 太田里織菜  | おおた りおな     | 1996년 12월 31일(28세) | 1기          | M               | 2012년 10월 28일 | -                                                                  | 동생은 오오타 아야카 (SKE48)                                                                            | -                |   |
| 히카와 아야메     | 肥川彩愛    | ひかわ あやめ     | 1994년 11월 8일(30세)  | 1기          | M               | 2012년 12월 22일 | ILLIA MODEL AGENCY                                                 | 개인활동중                                                                                              | -                |   |
| 시노하라 칸나     | 篠原栞那    | しのはら かんな   | 1997년 9월 24일(27세)  | 1기          | N               | 2013년 4월 12일  | 아시아 프로모션                                                    | 개인활동중                                                                                              | -                |   |
| 요코야마 유이     | 横山由依    | よこやま ゆい     | 1992년 12월 8일(32세)  | -            | N               | 2013년 4월 28일  | 오오타 프로덕션                                                    | 개인활동중                                                                                              | 10위             |   |
| 야마모토 히토미   | 山本ひとみ  | やまもと ひとみ   | 1998년 11월 8일(26세)  | 2기          | M               | 2013년 5월 30일  | -                                                                  | - | -                |   |
| 후쿠모토 아이나   | 福本愛菜    | ふくもと あいな   | 1993년 3월 25일(32세)  | 1기          | N               | 2013년 7월 1일   | 요시모토 크리에이트 에이전시                                       | 개인활동중                                                                                              | 43위             |   |
| 코야나기 아리사   | 小柳有沙    | こやなぎ ありさ   | 1995년 4월 28일(30세)  | 1기          | M               | 2014년 3월 2일   | -                                                                  | - | -                |   |
| 우메하라 마코     | 梅原真子    | うめはら まこ     | 1999년 1월 11일(26세)  | 3기          | BII             | 2014년 3월 2일   | -                                                                  | - | -                |   |
| 시마다 레나       | 島田玲奈    | しまだ れな       | 1993년 8월 5일(31세)   | 2기          | M               | 2014년 4월 7일   | -                                                                  | - | -                |   |
| 아카자와 호노     | 赤澤萌乃    | あかざわ ほの     | 1997년 1월 29일(28세)  | 3기          | BII             | 2014년 4월 16일  | -                                                                  | - | -                |   |
| 코바야시 리카코   | 小林莉加子  | こばやし りかこ   | 1996년 5월 24일(29세)  | 3기          | BII             | 2014년 4월 20일  | -                                                                  | - | -                |   |
| 오가사와라 마유   | 小笠原茉由  | おがさわら まゆ   | 1994년 4월 11일(31세)  | 1기          | N               | 2014년 4월 22일  | -                                                                  | - | 54위             |   |
| 요기 케이라       | 與儀ケイラ  | よぎ ケイラ       | 1999년 10월 18일(25세) | 2기          | N               | 2014년 7월 2일   | -                                                                  | - | -                |   |
| 야마우치 츠바사   | 山内つばさ  | やまうち つばさ   | 2000년 6월 6일(25세)   | 3기          | N               | 2015년 3월 15일  | -                                                                  | - | -                |   |
| 무라카미 아야카   | 村上文香    | むらかみ あやか   | 1993년 6월 2일(32세)   | 2기          | M               | 2015년 3월 22일  | -                                                                  | - | -                |   |
| 야마기시 나츠미   | 山岸奈津美  | やまぎし なつみ   | 1994년 9월 16일(30세)  | 1기          | N               | 2015년 3월 31일  | -                                                                  | - | -                |   |
| 미우라 아리사     | 三浦亜莉沙  | みうら ありさ     | 1996년 7월 20일(28세)  | 3기          | M               | 2015년 3월 31일  | -                                                                  | - | -                |   |
| 야마다 나나       | 山田菜々    | やまだ なな       | 1992년 4월 3일(33세)   | 1기          | M               | 2015년 4월 3일   | 본명 : 나카야마 나나 (中山菜々) 동생은 야마다 스즈 (전 팀BII 캡틴) | 28위 |                  |   |
| 코노 사키         | 河野早紀    | こうの さき       | 1994년 6월 18일(31세)  | 3기          | N               | 2015년 4월 30일  | -                                                                  | - | 현 FM OH! 사원   | - |
| 타카야나기 아카네 | 高柳明音    | たかやなぎ あかね | 1991년 11월 29일(33세) | -            | BII             | 2015년 5월 22일  | 에이벡스 뮤직 크리에티브                                           | 개인활동중                                                                                              | 23위             |   |
| 카시와기 유키     | 柏木由紀    | かしわぎ ゆき     | 1991년 7월 15일(33세)  | -            | N               | 2015년 5월 24일  | 와타나베 엔터테인먼트                                              | 개인활동중                                                                                              | 2위              |   |
| 무라시게 안나     | 村重杏奈    | むらしげ あんな   | 1998년 7월 29일(26세)  | -            | N               | 2015년 5월 27일  | TWIN PLANET                                                        | 개인활동중                                                                                              | 67위             |   |
| 무로 카나코       | 室加奈子    | むろ かなこ       | 1996년 11월 20일(28세) | 3기          | N               | 2015년 6월 21일  | -                                                                  | - | -                |   |
| 테루이 호노카     | 照井穂乃佳  | てるい ほのか     | 1998년 10월 18일(26세) | 4기          | BII             | 2015년 6월 30일  | -                                                                  | - | -                |   |
| 타카노 유이       | 高野祐衣    | たかの ゆい       | 1993년 12월 6일(31세)  | 2기          | M               | 2015년 7월 18일  | Showtitle                                                          | - | -                |   |
| 콘도 리나         | 近藤里奈    | こんどう りな     | 1997년 2월 23일(28세)  | 1기          | M               | 2016년 1월 27일  | -                                                                  | - | -                |   |
| 코타니 리호       | 小谷里歩    | こたに りほ       | 1994년 8월 24일(30세)  | 1기          | N               | 2016년 2월 4일   | -                                                                  | - | 54위             |   |
| 카도와키 카나코   | 門脇佳奈子  | かどわき かなこ   | 1996년 10월 24일(28세) | 1기          | BII             | 2016년 2월 29일  | Showtitle                                                          | 개인활동중                                                                                              | -                |   |
| 우메다 아야카     | 梅田彩佳    | うめだ あやか     | 1989년 1월 3일(36세)   | -            | BII             | 2016년 3월 31일  | TRUSTAR                                                            | 개인활동중                                                                                              | 16위             |   |
| 니시무라 아이카   | 西村愛華    | にしむら あいか   | 1998년 1월 12일(27세)  | 4기          | N               | 2016년 4월 11일  | -                                                                  | - | -                |   |
| 와타나베 미유키   | 渡辺美優紀  | わたなべ みゆき   | 1993년 9월 19일(31세)  | 1기          | BII             | 2016년 8월 9일   | roundcell                                                          | 개인활동중                                                                                              | 12위             |   |
| 우에다 미레이     | 植田碧麗    | うえだ みれい     | 1999년 2월 2일(26세)   | 3기          | BII             | 2016년 10월 2일  | -                                                                  | - | -                |   |
| 키시노 리카       | 岸野里香    | きしの りか       | 1994년 6월 4일(31세)   | 1기          | N               | 2016년 10월 15일 | -                                                                  | - | 66위             |   |
| 키노시타 하루나   | 木下春奈    | きのした はるな   | 1998년 6월 9일(27세)   | 1기          | BII             | 2016년 10월 23일 | -                                                                  | - | -                |   |
| 마츠오카 치호     | 松岡知穂    | まつおか ちほ     | 1998년 4월 21일(27세)  | 4기          | BII             | 2016년 10월 23일 | -                                                                  | - | -                |   |
| 쿠로카와 하즈키   | 黒川葉月    | くろかわ はづき   | 1998년 8월 5일(26세)   | 3기          | BII             | 2016년 12월 24일 | -                                                                  | - | -                |   |
| 죠니시 케이       | 上西恵      | じょうにし けい   | 1995년 3월 18일(30세)  | 1기          | N               | 2017년 4월 18일  | 갈라파고스                                                         | 개인활동중 동생은 죠니시 레이 (팀BII)                                                                   | 36위             |   |
| 야부시타 슈       | 薮下柊      | やぶした しゅう   | 1998년 12월 2일(26세)  | 3기          | N               | 2017년 4월 19일  | -                                                                  | 동생은 야부시타 후 (STU48)                                                                              | 39위             |   |
| 야마구치 유키     | 山口夕輝    | やまぐち ゆうき   | 1993년 10월 17일(31세) | 1기          | BII             | 2017년 4월 28일  | -                                                                  | - | -                |   |
| 후지에 레이나     | 藤江れいな  | ふじえ れいな     | 1994년 2월 1일(31세)   | -            | BII             | 2017년 5월 27일  | 이토 컴퍼니                                                        | 개인활동중                                                                                              | 32위             |   |
| 무라나카 유키     | 村中有基    | むらなか ゆき     | 1997년 3월 4일(28세)   | 드래프트 2기 | BII             | 2017년 7월 7일   | -                                                                  | - | -                |   |
| 카미에다 에미카   | 上枝恵美加  | かみえだ えみか   | 1994년 7월 13일(30세)  | 3기          | M               | 2017년 7월 31일  | La Central                                                         | 개인활동중                                                                                              | -                |   |
| 스토 리리카       | 須藤凛々花  | すとう りりか     | 1996년 11월 23일(28세) | 드래프트 1기 | N               | 2017년 8월 30일  | -                                                                  | - | 20위             |   |
| 키노시타 모모카   | 木下百花    | きのした ももか   | 1997년 2월 6일(28세)   | 1기          | M               | 2017년 9월 27일  | Showtitle                                                          | 개인활동중 현예명 : 모모카 (百花)                                                                       | -                |   |
| 마츠무라 메구미   | 松村芽久未  | まつむら めぐみ   | 1995년 6월 26일(30세)  | 4기          | N               | 2017년 12월 24일 | Showtitle                                                          | 개인활동중                                                                                              | -                |   |
| 미조카와 미라이   | 溝川実来    | みぞかわ みらい   | 2004년 5월 13일(21세)  | 5기          | N               | 2018년 3월 27일  | -                                                                  | - | -                |   |
| 야구라 후코       | 矢倉楓子    | やぐら ふうこ     | 1997년 2월 24일(28세)  | 2기          | BII             | 2018년 4월 10일  | -                                                                  | - | 33위             |   |
| 이치카와 미오리   | 市川美織    | いちかわ みおり   | 1994년 2월 12일(31세)  | -            | N               | 2018년 5월 1일   | 프로덕션 오기                                                      | 개인활동중                                                                                              | 39위             |   |
| 나가노 레이나     | 中野麗来    | なかの れいな     | 1999년 8월 24일(25세)  | 4기          | M               | 2018년 5월 2일   | -                                                                  | 동생은 나가노 미라이 (전 팀BII, 드래프트 3기생)                                                         | -                |   |
| 안도 에리나       | 安藤愛璃菜  | あんどう えりな   | 2003년 11월 21일(21세) | 드래프트 2기 | M               | 2018년 8월 20일  | -                                                                  | - | -                |   |
| 오키타 아야카     | 沖田彩華    | おきた あやか     | 1995년 10월 11일(29세) | 1기          | BII             | 2018년 9월 6일   | -                                                                  | - | 25위             |   |
| 야마모토 사야카   | 山本彩      | やまもと さやか   | 1993년 7월 14일(31세)  | 1기          | N               | 2018년 11월 4일  | Showtitle                                                          | 개인활동중                                                                                              | 4위              |   |
| 우에무라 아즈사   | 植村梓      | うえむら あずさ   | 1999년 2월 4일(26세)   | -            | BII             | 2018년 12월 3일  | -                                                                  | - | -                |   |
| 쿠사카 코노미     | 日下このみ  | くさか このみ     | 1996년 1월 12일(29세)  | 3기          | N               | 2012년 1월 28일  | -                                                                  | - | -                |   |
| 하야시 모모카     | 林萌々香    | はやし ももか     | 1998년 9월 11일(26세)  | 2기          | N               | 2019년 2월 24일  | -                                                                  | - | -                |   |
| 미타 마오         | 三田麻央    | みた まお         | 1995년 9월 9일(29세)   | 2기          | N               | 2019년 2월 24일  | Showtitle                                                          | 개인활동중                                                                                              | -                |   |
| 이와타 모모카     | 岩田桃夏    | いわた ももか     | 2001년 7월 2일(23세)   | 5기          | M               | 2019년 4월 14일  | -                                                                  | - | -                |   |
| 죠 에리코         | 城恵理子    | じょう えりこ     | 1998년 11월 27일(26세) | 4.5기        | BII             | 2019년 5월 11일  | -                                                                  | - | 79위             |   |
| 나이키 코코로     | 内木志      | ないき こころ     | 1997년 4월 6일(28세)   | 드래프트 1기 | BII             | 2019년 8월 19일  | 섬데이                                                             | 개인활동중                                                                                              | 54위             |   |
| 이소 카나에       | 磯佳奈江    | いそ かなえ       | 1993년 8월 9일(31세)   | 드래프트 1기 | N               | 2019년 9월 12일  | Showtitle                                                          | 개인활동중                                                                                              | -                |   |
| 오오단 마이       | 大段舞依    | おおだん まい     | 1994년 10월 4일(30세)  | 4기          | N               | 2019년 10월 13일 | -                                                                  | 동생은 오오단 유이 (전 6기생)                                                                           | -                |   |
| 타케이 사라       | 武井紗良    | たけい さら       | 1998년 10월 6일(26세)  | 드래프트 1기 | N               | 2019년 10월 16일 | -                                                                  | - | -                |   |
| 카와카미 레나     | 川上礼奈    | かわかみ れな     | 1995년 9월 16일(29세)  | 1기          | M               | 2019년 10월 30일 | ONS PRODUCTION                                                     | 개인활동중                                                                                              | 116위            |   |
| 쿠시로 리나       | 久代梨奈    | くしろ りな       | 1999년 1월 29일(26세)  | 3기          | M               | 2019년 10월 31일 | -                                                                  | - | -                |   |
| 오오타 유리       | 太田夢莉    | おおた ゆうり     | 1999년 12월 1일(25세)  | 3기          | N               | 2019년 11월 30일 | Showtitle                                                          | 개인활동중                                                                                              | 23위             |   |
| 코가 나루미       | 古賀成美    | こが なるみ       | 1998년 3월 30일(27세)  | 2기          | M               | 2019년 12월 2일  | -                                                                  | 당일 졸업 공연 전 팀N                                                                                   | -                |   |
| 타니가와 아이리   | 谷川愛梨    | たにがわ あいり   | 1995년 12월 5일(29세)  | 2기          | N               | 2019년 12월 25일 | Showtitle                                                          | 개인활동중                                                                                              | 57위             |   |
| 야마오 리나       | 山尾梨奈    | やまお りな       | 1995년 12월 10일(29세) | 3기          | M               | 2020년 1월 29일  | -                                                                  | - | -                |   |
| 사토 아미         | 佐藤亜海    | さとう あみ       | 2000년 3월 15일(25세)  | 드래프트 3기 | M               | 2020년 1월 30일  | -                                                                  | - | -                |   |
| 오오타 리오나     | 大田莉央奈  | おおた りおな     | 2003년 3월 12일(22세)  | 드래프트 3기 | N               | 2020년 9월 9일   | -                                                                  | - | -                |   |
| 아카시 나츠코     | 明石奈津子  | あかし なつこ     | 1999년 8월 17일(25세)  | 4기          | M               | 2020년 6월 28일  | -                                                                  | - | -                |   |
| 호리노우치 모모카 | 堀ノ内百香  | ほりのうち ももか | 2003년 2월 10일(22세)  | 6기          | M               | 2020년 6월 28일  | -                                                                  | - | -                |   |
| 코바야시 리나     | 小林莉奈    | こばやし りな     | 2001년 4월 20일(24세)  | 6기          | N               | 2020년 6월 29일  | -                                                                  | - | -                |   |
| 미소후라 마리아   | 溝渕麻莉亜  | みぞぶち まりあ   | 1999년 5월 12일(26세)  | 드래프트 3기 | M               | 2020년 9월 14일  | -                                                                  | - | -                |   |
| 모리타 아야카     | 森田彩花    | もりた あやか     | 1995년 5월 29일(30세)  | 4기          | N               | 2020년 10월 6일  | -                                                                  | - | -                |   |
| 니시자와 루리나   | 西澤瑠莉奈  | にしざわ るりな   | 1999년 7월 27일(25세)  | 4기          | N               | 2020년 10월 15일 | -                                                                  | - | -                |   |
| 요시다 아카리     | 吉田朱里    | よしだ あかり     | 1996년 8월 16일(28세)  | 1기          | N               | 2020년 12월 21일 | 요시모토 흥업                                                      | 개인활동중 유튜버                                                                                       | 14위             |   |
| 야마다 스즈       | 山田寿々    | やまだ すず       | 2001년 12월 11일(23세) | 5기          | BII             | 2020년 12월 22일 | BIG ISLAND RECORDS                                                 | 개인활동중 졸업생 야마다 나나의 여동생 가수, 배우 나카야마 유마의 여동생 본명: 나카야마 스즈 (中山寿々) | -                |   |
| 무라세 사에       | 村瀬紗英    | むらせ さえ       | 1997년 3월 30일(28세)  | 2기          | N               | 2020년 12월 23일 | 텐카라트                                                           | 개인활동중                                                                                              | 39위             |   |
| 이지리 안나       | 井尻晏菜    | いじり あんな     | 1995년 1월 20일(30세)  | 3기          | M               | 2020년 12월 27일 | Showtitle                                                          | 개인활동중                                                                                              | -                |   |
| 아즈마 유키       | 東由樹      | あずま ゆき       | 1996년 2월 17일(29세)  | 2기          | 멤버            | 2021년 2월 21일  | -                                                                  | - | -                |   |
| 사카모토 나미     | 坂本夏海    | さかもと なみ     | 1999년 7월 21일(25세)  | 드래프트 3기 | -               | 2021년 2월 23일  | -                                                                  | - | -                |   |
| 야마모토 아야카   | 山本彩加    | やまもと あやか   | 2002년 8월 6일(22세)   | 5기          | 멤버            | 2021년 3월 19일  | -                                                                  | - | 111위            |   |
| 요코노 스미레     | 横野すみれ  | よこの すみれ     | 2000년 12월 12일(24세) | 6기          | 멤버            | 2021년 5월 23일  | 01familia                                                          | - | -                |   |
| 오가와 유카       | 小川結夏    | おがわ ゆうか     | 1998년 6월 24일(27세)  | 6기          | 2021년 5월 31일 | -                | -                                                                  | - |                  |   |
| 키타무라 마나     | 北村真菜    | きたむら まな     | 2005년 7월 4일(19세)   | 6기          | -               | 2021년 6월 11일  | -                                                                  | - | -                |   |
| 시미즈 리카       | 清水里香    | しみず りか       | 1998년 9월 15일(26세)  | 5기          | 멤버            | 2021년 6월 15일  | 플레이브 엔터테인먼트                                              | 당일 졸업 세레모니 전 팀N                                                                               | -                |   |
| 미야케 유리아     | 三宅ゆりあ  | みやけ ゆりあ     | 2005년 5월 16일(20세)  | 6기          | 멤버            | 2021년 8월 21일  | -                                                                  | - | -                |   |
| 시로마 미루       | 白間美瑠    | しろま みる       | 1997년 10월 14일(27세) | 1기          | 멤버            | 2021년 8월 31일  | -                                                                  | - | 12위             |   |
| 이시즈카 아카리   | 石塚朱莉    | いしづか あかり   | 1997년 7월 11일(27세)  | 3기          | 멤버            | 2021년 9월 17일  | 주식회사 Fcontinue                                                 | 개인활동중                                                                                              | -                |   |
| 남바 히나타       | 南波陽向    | なんば ひなた     | 2001년 4월 12일(24세)  | 6기          | 멤버            | 2021년 9월 20일  | -                                                                  | - | -                |   |
| 카와노 나나호     | 河野奈々帆  | かわの ななほ     | 2002년 5월 18일(23세)  | 드래프트 3기 | 멤버            | 2021년 11월 30일 | -                                                                  | - | -                |   |
| 쇼부 마린         | 菖蒲まりん  | しょうぶ まりん   | 1999년 12월 29일(25세) | 6기          | 멤버            | 2021년 12월 12일 | 주식회사 imaginate                                                 | 개인활동중                                                                                              | -                |   |
| 야스다 모모네     | 安田桃寧    | やすだ ももね     | 2001년 6월 8일(24세)   | 드래프트 2기 | 멤버            | 2021년 12월 29일 | -                                                                  | - | -                |   |
| 스기우라 코토네   | 杉浦琴音    | すぎうら ことね   | 2000년 12월 18일(24세) | 드래프트 3기 | 멤버            | 2022년 2월 6일   | -                                                                  | - | -                |   |
| 우메야마 코코나   | 梅山恋和    | うめやま ここな   | 2003년 8월 7일(21세)   | 5기          | M               | 2022년 4월 4일   | -                                                                  | -II |                  |   |
| 야마사키 아미루   | 山崎亜美瑠  | やまさき あみる   | 2001년 7월 21일(23세)  | 드래프트 3기 | M               | 2022년 4월 13일  | -                                                                  | - | -                |   |
| 나카가와 미온     | 中川美音    | なかがわ みおん   | 2002년 11월 16일(22세) | 5기          | N               | 2022년 7월 4일   | -                                                                  | - | -                |   |
| 미나미 하아사     | 南羽諒      | みなみ はあさ     | 2001년 4월 2일(24세)   | 드래프트 3기 | N               | 2022년 7월 8일   | -                                                                  | - | -                |   |
| 오카모토 레나     | 岡本怜奈    | おかもと れな     | 2005년 12월 22일(19세) | 6기          | N               | 2023년 1월 29일  | -                                                                  | - | -                |   |
| 혼고 유즈하       | 本郷柚巴    | ほんごう ゆずは   | 2003년 1월 12일(22세)  | 드래프트 2기 | M               | 2023년 6월 12일  | seju                                                               | 개인활동중                                                                                              | -                |   |
| 나가노 미라이     | 中野美来    | なかの みらい     | 2002년 12월 10일(22세) | 드래프트 3기 | M               | 2023년 6월 29일  | -                                                                  | 언니는 나가노 레이나 (전 팀M, 4기생)                                                                    | -                |   |
| 카토 유카         | 加藤夕夏    | かとう ゆうか     | 1997년 8월 1일(27세)   | 3기          | N               | 2023년 8월 1일   | 요시모토 흥업                                                      | 현재는 연극배우                                                                                         | 33위             |   |
| 이시연            | 李始燕      | イ シヨン         | 2000년 5월 16일(25세)  | 7.5기        | M               | 2023년 8월 8일   | 쓰리와이코프레이션                                                 | 유일한 한국인 현 QWER 멤버                                                                              | -                |   |
| 쿠로다 후우와     | 黒田楓和    | くろだ ふうわ     | 2004년 9월 19일(20세)  | 7기          | N               | 2023년 10월 28일 | -                                                                  | - | -                |   |
| 호리 시온         | 堀詩音      | ほり しおん       | 1996년 5월 29일(29세)  | 드래프트 2기 | M               | 2023년 11월 5일  | -                                                                  | 2023년 11월 3일 졸업 공연 제2회 드래프트 회의 팀M 2위 지명 전 팀M→N                                     | -                |   |
| 시부야 나기사     | 渋谷凪咲    | しぶや なぎさ     | 1996년 8월 25일(28세)  | 4기          | N               | 2023년 12월 27일 | -                                                                  | - | 56위             |   |
| 사다노 하루카     | 貞野遥香    | さだの はるか     | 2000년 6월 30일(24세)  | 6기          | M               | 2023년 12월 29일 | -                                                                  | - | -                |   |
| 아사오 모모카     | 浅尾桃香    | あさお ももか     | 2004년 2월 6일(21세)   | 7기          | BII             | 2024년 1월 12일  | -                                                                  | - | -                |   |
| 마에다 레이코     | 前田令子    | まえだ れいこ     | 2000년 9월 26일(24세)  | 드래프트 3기 | M               | 2024년 2월 18일  | -                                                                  | - | -                |   |
| 야마모토 히카루   | 山本光      | やまもと ひかる   | 2006년 5월 23일(19세)  | 8기          | BII             | 2024년 4월 26일  | -                                                                  | - | -                |   |
| 하야카와 유나     | 早川夢菜    | はやかわ ゆな     | 2002년 9월 19일(22세)  | 7기          | M               | 2024년 6월 15일  | -                                                                  | - | -                |   |
| 우노 미즈키       | 鵜野みずき  | うの みずき       | 1996년 10월 23일(28세) | 2기          | M               | 2024년 10월 11일 | -                                                                  | - | -                |   |
| 하라 카렌         | 原かれん    | はら かれん       | 2001년 3월 15일(24세)  | 6기          | M               | 2024년 11월 7일  | -                                                                  | - | -                |   |
| 니헤이 마나미     | 二瓶愛美    | にへい まなみ     | 2005년 8월 6일(19세)   | 9기          | N               | 2024년 11월 12일 | -                                                                  | - | -                |   |
| 사츠키 아이카     | 佐月愛果    | さつき あいか     | 2002년 4월 30일(23세)  | 7기          | N               | 2024년 11월 28일 | 요시모토흥업                                                       | - | -                |   |
| 이시다 유미       | 石田優美    | いしだ ゆうみ     | 1998년 10월 12일(26세) | 2기          | N               | 2024년 12월 29일 | -                                                                  | - | -                |   |
| 마츠노 미오       | 松野美桜    | まつの みお       | 2001년 4월 4일(24세)   | 8기          | M               | 2025년 3월 6일   | -                                                                  | - | -                |   |
| 죠니시 레이       | 上西怜      | じょうにし れい   | 2001년 5월 28일(24세)  | 5기          | M               | 2025년 4월 10일  | -                                                                  | 졸업생 죠니시 케이의 여동생                                                                             | 98위             |   |
| 스미노 와카나     | 隅野和奏    | すみの わかな     | 2003년 7월 16일(21세)  | 7기          | M               | 2025년 4월 21일  | -                                                                  | - | -                |   |
| 데구치 유이나     | 出口結菜    | でぐち ゆいな     | 2001년 6월 22일(24세)  | 6기          | BII             | 2025년 4월 28일  | Showtitle                                                          | 개인활동중                                                                                              | -                |   |

#### 전 연구생
| 이름            | 일본어 표기 | 요미가나               | 생년월일               | 가입기          | 졸업 시기        | 현 소속 사무소               | 비고                                                       |
| --------------- | ----------- | ---------------------- | ---------------------- | --------------- | ---------------- | ---------------------------- | ---------------------------------------------------------- |
| 야마우치 아야카 | 山内彩花    | やまうち あやか        | 1994년 10월 17일(30세) | 1기             | 2010년 11월 5일  | -                            | -                                                          |
| 타키야마 아카네 | 瀧山あかね  | たきやま あかね        | 1994년 5월 10일(31세)  | 2기             | 2012년 1월 15일  | 벤누                         | 개인활동중                                                 |
| 오오타니 리코   | 大谷莉子    | おおたに りこ          | 1996년 12월 11일(28세) | 2기             | 2012년 1월 15일  | -                            | -                                                          |
| 오카다 리사코   | 岡田梨紗子  | 1995년 10월 28일(29세) | 2기                    | 2012년 2월 18일 | -                | 본명: 마츠다 미코 (松田美子) | -                                                          |
| 이시카와 코코로 | 石川こころ  | いしかわ こころ        | 1998년 2월 19일(27세)  | 3기             | 2012년 4월 28일  | -                            | -                                                          |
| 하라 미즈키     | 原みづき    | はら みづき            | 1997년 8월 19일(27세)  | 1기             | 2012년 4월 28일  | -                            | -                                                          |
| 사사키 나나미   | 佐々木七海  | ささき ななみ          | 1998년 9월 26일(26세)  | 3기             | 2012년 7월 7일   | -                            | -                                                          |
| 토고 소라       | 東郷青空    | とうごう そら          | 1998년 9월 21일(26세)  | 3기             | 2012년 10월 11일 | -                            | -                                                          |
| 스기모토 카노   | 杉本香乃    | すぎもと かの          | 1997년 11월 11일(27세) | 3기             | 2012년 12월 6일  | -                            | -                                                          |
| 사토 소라이     | 佐藤天彩    | さとう そらい          | 1998년 7월 4일(26세)   | 2기             | 2012년 12월 21일 | 모델즈                       | 개인활동중                                                 |
| 스기노 리사     | 杉野莉沙    | すぎの りさ            | 1995년 5월 26일(30세)  | 4기             | 2013년 2월 21일  | -                            | -                                                          |
| 히로세 세나     | 廣瀬聖七    | ひろせ せな            | 1998년 1월 4일(27세)   | 4기             | 2013년 2월 21일  | -                            | -                                                          |
| 히사다 리코     | 久田莉子    | ひさだ りこ            | 1997년 10월 11일(27세) | 3기             | 2013년 3월 15일  | YARD 업무 제휴: 프레이브     | 개인활동중                                                 |
| 이시하라 마사코 | 石原雅子    | いしはら まさこ        | 1995년 9월 12일(29세)  | 4기             | 2013년 6월 27일  | -                            | -                                                          |
| 오가와 노아     | 小川乃愛    | おがわ のあ            | 1999년 5월 29일(26세)  | 4기             | 2013년 10월 10일 | -                            | -                                                          |
| 나카가와 히로미 | 中川紘美    | なかがわ ひろみ        | 1994년 11월 19일(30세) | 2기             | 2014년 3월 15일  | -                            | -                                                          |
| 시마자키 모모카 | 嶋崎百萌香  | しまざき ももか        | 2001년 2월 8일(24세)   | 4기             | 2014년 3월 15일  | 어 빙                        | 개인활동중                                                 |
| 타카야마 리코   | 高山梨子    | たかやま りこ          | 2000년 1월 12일(25세)  | 3기             | 2014년 7월 19일  | -                            | 니시노 나나세 (전 노기자카46)는 친척 언니                  |
| 시바타 유이     | 柴田優衣    | しばた ゆい            | 1998년 1월 4일(27세)   | 드래프트 2기    | 2016년 5월 3일   | -                            | -                                                          |
| 니시나카 나나미 | 西仲七海    | にしなか ななみ        | 2003년 7월 29일(21세)  | 드래프트 2기    | 2017년 6월 22일  | -                            | 당일 졸업 공연 팀M 연구생 제2회 드래프트 회의 팀N 2위 지명 |
| 오오사와 아이   | 大澤藍      | おおさわ あい          | 2001년 1월 29일(24세)  | 드래프트 3기    | 2019년 6월 30일  | -                            | -                                                          |
| 오오단 유이     | 大段結愛    | おおだん ゆい          | 2004년 11월 30일(20세) | 6기             | 2019년 9월 24일  | -                            | 언니는 오오단 마이 (전 팀N, 전 4기생)                      |
| 오리사카 코하루 | 折坂心春    | おりさか こはる        | 2002년 3월 6일(23세)   | 7기             | 2022년 1월 31일  | -                            | -                                                          |
| 타카하시 사에   | 高橋紗恵    | たかはし さえ          | 2003년 10월 31일(21세) | 8기             | 2022년 5월 12일  | -                            | -                                                          |
| 사카모토 레이오 | 阪本玲央    | さかもと れいお        | 2006년 3월 1일(19세)   | 9기             | 2024년 9월 13일  | -                            | -                                                          |
| 후루카와 유키노 | 古川雪乃    | ふるかわ ゆきの        | 2006년 12월 16일(18세) | 9기             | 2024년 11월 20일 | -                            | -                                                          |
| 이와나미 유우카 | 岩波柚花    | いわなみ ゆうか        | 2007년 4월 25일(18세)  | 10기            | 2025년 2월 28일  | -                            | -                                                          |

## 음반 작품

### 싱글
| 매                                                          | 발매                                            | 타이틀                                          | 최고 순위                                       | 판매 형태                                       | 레코드 No:                                                                                         | 비고                                                                                   |
| laugh out loud! records (요시모토 R & C) 레이블             | laugh out loud! records (요시모토 R & C) 레이블 | laugh out loud! records (요시모토 R & C) 레이블 | laugh out loud! records (요시모토 R & C) 레이블 | laugh out loud! records (요시모토 R & C) 레이블 | laugh out loud! records (요시모토 R & C) 레이블                                                    | laugh out loud! records (요시모토 R & C) 레이블                                        |
| ----------------------------------------------------------- | ----------------------------------------------- | ----------------------------------------------- | ----------------------------------------------- | ----------------------------------------------- | -------------------------------------------------------------------------------------------------- | -------------------------------------------------------------------------------------- |
| 1                                                           | 2011년 7월 20일                                 | 絶滅黒髪少女 절멸 흑발 소녀                     | 1위                                             | CD+DVD CD                                       | YRCS-90000 YRCS-90001 YRCS-90002                                                                   | 통상반A 통상반B 극장반                                                                 |
| 2                                                           | 2011년 10월 19일                                | オーマイガー! 오 마이 갓!                       | 1위                                             | CD+DVD CD                                       | YRCS-90003 YRCS-90004 YRCS-90005 YRCS-90006                                                        | 통상반A 통상반B 통상반C 극장반                                                         |
| 3                                                           | 2012년 2월 8일                                  | 純情U-19 순정 U-19                              | 1위                                             | CD+DVD CD                                       | YRCS-90007 YRCS-90008 YRCS-90009 YRCS-90010                                                        | 통상반A 통상반B 통상반C 극장반                                                         |
| 4                                                           | 2012년 5월 9일                                  | ナギイチ 나기이치                               | 2위                                             | CD+DVD CD                                       | YRCS-90011 YRCS-90012 YRCS-90013 YRCS-90014                                                        | 통상반A 통상반B 통상반C 극장반                                                         |
| 5                                                           | 2012년 8월 8일                                  | ヴァージニティー 버지니티                       | 1위                                             | CD+DVD CD                                       | YRCS-90018 YRCS-90019 YRCS-90020 YRCS-90021                                                        | 통상반A 통상반B 통상반C 극장반                                                         |
| 6                                                           | 2012년 11월 7일                                 | 北川謙二 키타가와 켄지                          | 1위                                             | CD+DVD CD                                       | YRCS-90025 YRCS-90026 YRCS-90027 YRCS-90028                                                        | 통상반A 통상반B 통상반C 극장반                                                         |
| 7                                                           | 2013년 6월 19일                                 | 僕らのユリイカ 우리의 유레카                    | 1위                                             | CD+DVD CD                                       | YRCS-90029 YRCS-90030 YRCS-90031 YRCS-90032                                                        | 통상반A 통상반B 통상반C 극장반                                                         |
| 8                                                           | 2013년 10월 2일                                 | カモネギックス 카모네긱스                       | 1위                                             | CD+DVD CD                                       | YRCS-90036 YRCS-90037 YRCS-90038 YRCS-90039                                                        | 통상반A 통상반B 통상반C 극장반                                                         |
| 9                                                           | 2014년 3월 26일                                 | 高嶺の林檎 높은 산봉우리의 사과                 | 1위                                             | CD+DVD CD                                       | YRCS-90040 YRCS-90041 YRCS-90042 YRCS-90043                                                        | 통상반A 통상반B 통상반C 극장반                                                         |
| -                                                           | 2014년 6월 21일                                 | イビサガール 이비사걸                           | -                                               | 전달 한정                                       | RCHS-1380                                                                                          |                                                                                        |
| 10                                                          | 2014년 11월 5일                                 | らしくない 답지 않아                            | 1위                                             | CD+DVD CD                                       | YRCS-90062 YRCS-90063 YRCS-90064 YRCS-90065                                                        | 통상반A 통상반B 통상반C 극장반                                                         |
| 11                                                          | 2015년 3월 31일                                 | Don't look back!                                | 2위                                             | CD+DVD CD                                       | YRCS-90066 YRCS-90067 YRCS-90068 YRCS-90069 YRCS-90070 YRCS-90071 YRCS-90072                       | 통상반A 통상반B 통상반C 한정반A 한정반B 한정반C 극장반                                 |
| 12                                                          | 2015년 7월 15일                                 | ドリアン少年 두리안 소년                        | 1위                                             | CD+DVD CD                                       | YRCS-90085 YRCS-90086 YRCS-90087 YRCS-90088                                                        | 통상반A 통상반B 통상반C 극장반                                                         |
| 13                                                          | 2015년 10월 7일                                 | Must be now                                     | 1위                                             | CD+DVD CD                                       | YRCS-90096 YRCS-90097 YRCS-90098 YRCS-90099 YRCS-90100 YRCS-90101 YRCS-90102                       | 통상반A 통상반B 통상반C 한정반A 한정반B 한정반C 극장반                                 |
| 14                                                          | 2016년 4월 27일                                 | 甘噛み姫 달콤하게 씹는 공주                     | 1위                                             | CD+DVD CD                                       | YRCS-90120 YRCS-90121 YRCS-90122 YRCS-90123 YRCS-90124                                             | 통상반A 통상반B 통상반C 통상반D 극장반                                                 |
| 15                                                          | 2016년 8월 3일                                  | 僕はいない 나는 없어                            | 1위                                             | CD+DVD CD                                       | YRCS-90128 YRCS-90129 YRCS-90130 YRCS-90131 YRCS-90132                                             | 통상반A 통상반B 통상반C 통상반D 극장반                                                 |
| 16                                                          | 2016년 12월 28일                                | 僕以外の誰か 나 이외의 누군가                   | 1위                                             | CD+DVD CD                                       | YRCS-90136 YRCS-90137 YRCS-90138 YRCS-90139 YRCS-90140                                             | 통상반A 통상반B 통상반C 통상반D 극장반                                                 |
| laugh out loud! records (요시모토 뮤직 엔터테인먼트) 레이블 |                                                 |                                                 |                                                 |                                                 | |                                                                                        |
| 17                                                          | 2017년 12월 27일                                | ワロタピーポー 와로타피포                       | 1위                                             | CD+DVD CD                                       | YRCS-90141 YRCS-90142 YRCS-90143 YRCS-90144 YRCS-90145                                             | 통상반A 통상반B 통상반C 통상반D 극장반                                                 |
| 18                                                          | 2018년 4월 4일                                  | 欲望者 욕망자                                   | 1위                                             | CD+DVD CD                                       | YRCS-90146 YRCS-90147 YRCS-90148 YRCS-90149 YRCS-90150                                             | 통상반A 통상반B 통상반C 통상반D 극장반                                                 |
| 19                                                          | 2018년 10월 17일                                | 僕だって泣いちゃうよ 나 역시 울고 있어          | 1위                                             | CD+DVD CD                                       | YRCS-90151 YRCS-90152 YRCS-90153 YRCS-90154 YRCS-90155 YRCS-90156 YRCS-90157 YRCS-90158 YRCS-90159 | 초회한정반A 초회한정반B 초회한정반C 초회한정반D 통상반A 통상반B 통상반C 통상반D 극장반 |
| 20                                                          | 2019년 2월 20일                                 | 床の間正座娘 잠자리 정좌녀                      | 1위                                             | CD+DVD CD                                       | YRCS-90160 YRCS-90161 YRCS-90162 YRCS-90163 YRCS-90164                                             | 통상반A 통상반B 통상반C 통상반D 극장반                                                 |
| 21                                                          | 2019년 8월 14일                                 | 母校へ帰れ! 모교로 돌아갈래!                    | 1위                                             | CD+DVD CD                                       | YRCS-90165 YRCS-90166 YRCS-90167 YRCS-90168                                                        | 통상반A 통상반B 통상반C 극장반                                                         |
| 22                                                          | 2019년 11월 6일                                 | 初恋至上主義 첫사랑 지상주의                    | 1위                                             | CD+DVD CD                                       | YRCS-90169 YRCS-90170 YRCS-90171 YRCS-90172                                                        | 통상반A 통상반B 통상반C 극장반                                                         |
| 23                                                          | 2020년 5월 13일 2020년 8월 19일                 | だってだってだって 그치만 그치만 그치만         | 2위                                             | 전달 한정 CD+DVD CD                             | - YRCS-90176 YRCS-90177 YRCS-90178 YRCS-90179 YRCS-90180                                           | - 통상반A 통상반B 통상반C 통상반D 극장반                                               |
| 24                                                          | 2020년 11월 18일                                | 恋なんかNo thank you! 사랑따위 No thank you!    | 1위                                             | CD+DVD CD                                       | YRCS-90184 YRCS-90185 YRCS-90186 YRCS-90187 YRCS-90188                                             | 통상반A 통상반B 통상반C 완전생산한정반 극장반                                          |
| 25                                                          | 2021년 6월 16일                                 | シダレヤナギ 수양버들                           | 2위                                             | CD+DVD CD                                       | YRCS-90192 YRCS-90193 YRCS-90194 YRCS-90195                                                        | 통상반A 통상반B 통상반C 극장반                                                         |
| 26                                                          | 2022년 2월 23일                                 | 恋と愛のその間には 사랑과 사랑 사이에는         | 1위                                             | CD+DVD CD                                       | YRCS-90206 YRCS-90207 YRCS-90208 YRCS-90209                                                        | 통상반A 통상반B 통상반C 극장반                                                         |
| 27                                                          | 2022년 9월 21일                                 | 好きだ虫 좋아하는 벌레                          | 1위                                             | CD+DVD CD                                       | YRCS-90216 YRCS-90217 YRCS-90218 YRCS-90219                                                        | 통상반A 통상반B 통상반C 극장반                                                         |
| 유니버설 시그마 레이블                                      |                                                 |                                                 |                                                 |                                                 | |                                                                                        |
| 28                                                          | 2023년 10월 4일                                 | 渚サイコー! 나기사 최고!                        | 1위                                             | CD+DVD CD                                       | UMCK-5735 UMCK-5736 UMCK-5737 PDCS-5005                                                            | 통상반A 통상반B 통상반C 극장반                                                         |
| 29                                                          | 2024년 5월 22일                                 | これが愛なのか? 이것이 사랑인걸까?              | 2위                                             | CD+DVD CD                                       | UMCK-5749 UMCK-5750 UMCK-5751 PDCS-5014 PDCS-5015                                                  | 통상반A 통상반B 통상반C 극장반 극장반 테트라 ver.                                      |
| 30                                                          | 2024년 10월 9일                                 | がんばらぬわい 열심히 안 해도 돼                | 2위                                             | CD+DVD CD                                       | UMCK-5764 UMCK-5765 UMCK-5766 PDCS-5024                                                            | 통상반A 통상반B 통상반C 극장반                                                         |
| 31                                                          | 2025년 4월 9일                                  | チューストライク 츄 스트라이크                  | 1위                                             | CD+DVD CD                                       | UMCK-5780 UMCK-5781 UMCK-5782 PDCS-5025                                                            | 통상반A 통상반B 통상반C 극장반                                                         |

#### 그 외의 전달 한정
| #                              | 발매                           | 타이틀                                                                                | No:                            | 비고                           |
| laugh out loud! records 레이블 | laugh out loud! records 레이블 | laugh out loud! records 레이블                                                        | laugh out loud! records 레이블 | laugh out loud! records 레이블 |
| ------------------------------ | ------------------------------ | ------------------------------------------------------------------------------------- | ------------------------------ | ------------------------------ |
| 1                              | 2014년 7월 27일                | “生徒手帳の写真は気に入っていない”の法則 "학생 수첩의 사진은 마음에 들지 않음"의 법칙 | RCHS-1384                      |                                |

#### 그 외의 참가 작품
| # | 발매             | 타이틀                                       | 비고 |
| - | ---------------- | -------------------------------------------- | --- |
| 1 | 2012년 12월 5일  | HA! 하!                                      | AKB48 29th 싱글 〈영원 프레셔〉 Type-B 수록 |
| 2 | 2013년 12월 11일 | 君と出会って僕は変わった 너와 만나 난 변했다 | AKB48 34th 싱글 〈플라타너스 나무가 서 있는 길에서 「네 미소가 꿈에 나왔어」라고 말해버린다면 우리들의 관계는 어떻게 변하는 걸까, 나 나름대로 며칠이고 생각해본 후의 조금 부끄러운 결론처럼〉 Type-N 수록 |
| 3 | 2015년 3월 4일   | パンキッシュ 펑키시                          | AKB48 39th 싱글 〈Green Flash〉 Type-N 수록 |
| 4 | 2016년 3월 9일   | しがみついた青春 매달린 청춘                 | AKB48 43rd 싱글 〈너는 멜로디〉 Type-B 수록 |
| 5 | 2017년 3월 15일  | 真夜中の強がり 한밤중의 허세                 | AKB48 47th 싱글 〈슛 싸인〉 Type-B 수록 |
| 6 | 2018년 3월 14일  | 下手を打つ 잘못을 치다                       | AKB48 51th 싱글 〈자바자〉 Type-B 수록 |

### 앨범

#### 오리지널 앨범
| 매                             | 발매                           | 타이틀                                                                   | 최고 순위                      | 판매 형태                      | 레코드 No:                                             | 비고                                              |
| laugh out loud! records 레이블 | laugh out loud! records 레이블 | laugh out loud! records 레이블                                           | laugh out loud! records 레이블 | laugh out loud! records 레이블 | laugh out loud! records 레이블                         | laugh out loud! records 레이블                    |
| ------------------------------ | ------------------------------ | ------------------------------------------------------------------------ | ------------------------------ | ------------------------------ | ------------------------------------------------------ | ------------------------------------------------- |
| 1                              | 2013년 2월 27일                | てっぺんとったんで! 텟펜 먹었어!                                         | 1위                            | CD+DVD CD                      | YRCS-95007 YRCS-95008 YRCS-95009 YRCS-95010            | 통상반N 통상반M 통상반B 극장반                    |
| 2                              | 2014년 8월 13일                | 世界の中心は大阪や ～なんば自治区～ 세계의 중심은 오사카야 ~남바 자치구~ | 1위                            | CD+2DVD CD                     | YRCS-95024 YRCS-95025 YRCS-95026 YRCS-95027            | 통상반N 통상반M 통상반B 극장반                    |
| 3                              | 2017년 8월 2일                 | 難波愛 ～今、思うこと～ 남바 사랑 ~지금, 생각하는 것~                    | 1위                            | CD+DVD CD                      | YRCS-95080 YRCS-95081 YRCS-95082 YRCS-95083 YRCS-95084 | 초회한정반N 초회한정반M 초회한정반B 통상반 극장반 |
| 유니버설 시그마 레이블         |                                |                                                                          |                                |                                |                                                        |                                                   |
| 4                              | 2023년 3월 8일                 | NMB13 난바 서틴                                                          | 1위                            | CD+DVD CD                      | UMCK-7204 UMCK-7205 UMCK-7206 PDCS-1027                | 초회한정반N 초회한정반M 초회한정반B 통상반        |

#### 극장 공연 앨범
| 매                             | 발매                           | 타이틀                                                                   | 레코드 No:                     |
| laugh out loud! records 레이블 | laugh out loud! records 레이블 | laugh out loud! records 레이블                                           | laugh out loud! records 레이블 |
| ------------------------------ | ------------------------------ | ------------------------------------------------------------------------ | ------------------------------ |
| 1                              | 2014년 1월 1일                 | Team N 1st Stage「誰かのために」 Team N 1st Stage 〈누군가를 위해서〉    | YRCS-95011                     |
| 2                              | 2014년 1월 1일                 | Team N 2nd Stage「青春ガールズ」 Team N 2nd Stage 〈청춘 걸즈〉          | YRCS-95012                     |
| 3                              | 2014년 1월 1일                 | Team BII 1st Stage「会いたかった」 Team BII 1st Stage 〈만나고 싶었어〉  | YRCS-95013                     |
| 4                              | 2014년 1월 1일                 | Team M 1st Stage「アイドルの夜明け」 Team M 1st Stage 〈아이돌의 새벽〉  | YRCS-95014                     |
| 5                              | 2014년 1월 1일                 | Team BII 2nd Stage「ただいま恋愛中」 Team BII 2nd Stage 〈지금 연애 중〉 | YRCS-95015                     |
| 6                              | 2014년 3월 31일                | Team N 3rd Stage「ここにだって天使はいる」 여기라도 천사는 있어          | YRCS-95016                     |

### PV집
| 매                             | 발매일                         | 타이틀                                                                 | 레코드 No:                     | 비고                           |
| laugh out loud! records 레이블 | laugh out loud! records 레이블 | laugh out loud! records 레이블                                         | laugh out loud! records 레이블 | laugh out loud! records 레이블 |
| ------------------------------ | ------------------------------ | ---------------------------------------------------------------------- | ------------------------------ | ------------------------------ |
| 1                              | 2018년 8월 8일                 | NMB48 ALL CLIPS -黒髮から欲望まで- NMB48 올 클립즈 -흑발부터 욕망까지- | YRBS-80228/32                  | DVD                            |
| 1                              | 2018년 8월 8일                 | NMB48 ALL CLIPS -黒髮から欲望まで- NMB48 올 클립즈 -흑발부터 욕망까지- | YRXS-80038/42                  | Blu-ray                        |

## 공연

### NMB48 극장에서의 공연
2011년 1월 이후, NMB48 극장에서 공연을 실시하고 있다.

#### 팀N
1. 누군가를 위해서 : 2011년 4월 4일 ~ 5월 16일 (116회 공연)[주 2]
  - 리바이벌 공연 : 2012년 10월 12일 ~ 2013년 10월 15일[1][2] (54회 공연)
2. 청춘 걸즈 : 2011년 5월 19일 ~ 2012년 9월 20일
3. 여기라도 천사는 있어 : 2013년 11월 19일 ~ 2014년 4월 16일 (18회 공연)[3]
3rd 공연은 NMB48 첫 오리지널 공연.
2012년 3월 1일, 5월 12일 공연 개시 발표[4].
2012년 5월 3일, 공연 개시 연기를 발표[5].
2012년 6월 30일, 8월 19일 공연 개시 발표[6].
2012년 8월 9일, 재연기를 발표[7].
2012년 9월 20일, 〈청춘 걸즈〉 최종일에, 10월 8일 공연 개시를 발표[8].
2012년 10월 1일, 3번째 연기가 발표되었다[9].
2013년 8월 24일, AKB48의 도쿄 돔 공연에서, 10월 26일에 신 공연 〈여기라도 천사는 있어〉를 개시하는 것을 발표.
2013년 10월 20일, 4번째 연기가 발표되었다[10].
2013년 11월 3일, 5번째 연기가 발표되었다[11].

- 2014년 조각 체제

1. 여기라도 천사는 있어 : 2014년 4월 30일 ~ 2016년 12월 19일[12]

- 2017년 조각 체제

1. 목격자 : 2017년 1월 15일 ~ 2019년 2월 28일[13]

- 2019년 조각 체제
  - N Pride : 2019년 3월 10일 ~ 2021년 1월 20일[14]

#### 팀M
1. 아이돌의 새벽 : 2012년 5월 5일 ~ 2014년 4월 17일

- 2014년 조각 체제

1. RESET : 2014년 5월 2일 ~ 2016년 12월 25일[12]

- 2017년 조각 체제
  - 아이돌의 새벽 : 2017년 1월 24일 ~ 2019년 2월 21일[15]
- 2019년 조각 체제

1. 누군가를 위해서 : 2019년 3월 2일 ~ 2021년 1월 22일[16]

#### 팀BII
1. 만나고 싶었어 : 2012년 10월 10일 ~ 2013년 10월 17일[17] (81회 공연)
2. 지금 연애 중 : 2013년 11월 1일[17] ~ 2014년 4월 15일 (45회 공연)

- 2014년 조각 체제

1. 거꾸로 오르기 : 2014년 4월 22일 ~ 2016년 12월 11일[12]

- 2017년 조각 체제

1. 연애금지조례 : 2017년 1월 31일 ~ 2019년 2월 19일[18]

- 2019년 조각 체제
  - 2번째의 도어 : 2019년 3월 13일 ~ 2021년 1월 21일[19]
- 특별 공연
  - PARTY가 시작돼요 : 2013년 9월 13일[주 3]

#### 연구생
1. 누군가를 위해서 (1기생 공연) : 2011년 1월 1일 ~ 4월 3일 (팀N 1st Stage에 이행)
2. PARTY가 시작돼요 (2기생 공연) : 2011년 8월 13일 ~ 2012년 5월 2일[주 4](111회 공연)
3. 만나고 싶었어 (3기생 공연) : 2012년 4월 29일 ~ 10월 6일 (팀BII 1st Stage에 이행) (57회 공연)
4. 청춘 걸즈 : 2013년 2월 1일 ~ 2014년 10월 5일
5. 상상의 시인 : 2014년 10월 24일 ~ 2015년 3월 18일[주 5]
6. 닿지 않아도 도착할 것[주 6][20][21] : 2016년 10월 4일[22][23] ~ 2017년 5월 29일[24]
7. 야마모토 사야카 프로듀스 〈꿈은 도망가지 않는다〉 공연 : 2018년 9월 26일[25][26] ~ 2020년 1월 31일
8. 요시다 아카리 프로듀스 〈Will be idol〉 공연 (7기생 공연) : 2020년 11월 21일 ~[27]

#### 2021년 체제
- NAMBATTLE 공연 ~무~ : 2021년 1월 29일 ~ 2월 20일 (2021년 신체제에 의한 공연)[28]

| 그룹             | 1쿨째    | 2쿨째      | 3쿨째       |
| ---------------- | -------- | ---------- | ----------- |
| LeopAje          | 2월 3일  | 2월 12일   | 2월 18일    |
| みっくすじゅーす | 1월 31일 | 2월 8일    | 2월 16일    |
| W1N-C            | 2월 4일  | 2월 7일 밤 | 2월 15일    |
| きゅんmart       | 2월 2일  | 2월 7일 낮 | 2월 19일    |
| ちょうぜつかわE  | 2월 5일  | 2월 10일   | 2월 20일 낮 |
| FRONTIER         | 1월 29일 | 2월 9일    | 2월 20일 밤 |

#### 카틀레아조
1. 여기라도 천사는 있어 (리바이벌 공연) : 2017년 6월 27일 ~ 2019년 2월 26일[33]

#### 특별 편성
1. 코지마 카린 프로듀스 〈남바 사랑 ~ 지금 코지마가 생각하는 것~〉 공연 : 2019년 4월 8일 ~[34]
2. 난바총포대기노구 〈고백의 공포〉 공연 : 2020년 10월 18일 ~[35]

### NMB48 극장 이외에서의 공연
- 도쿄도 치요다 구 소토칸다(아키하바라)에 소재하는 AKB48 극장에서 공연.
  1. 누군가를 위해서 : 2011년 5월 7일
  2. PARTY가 시작돼요 : 2011년 12월 4일
  3. 만나고 싶었어 : 2012년 7월 31일 (3기 연구생), 2012년 12월 15일 (팀BII)
  4. 아이돌의 새벽 : 2012년 8월 7일
- 아이치현 나고야시 사카에에 소재하는 SUNSHINE STUDIO(현 SKE48 극장)에서 공연.
  1. 누군가를 위해서 : 2011년 5월 1일
  2. PARTY가 시작돼요 : 2011년 12월 3일
  3. 만나고 싶었어 : 2012년 7월 30일
  4. 아이돌의 새벽 : 2012년 8월 6일
- 후쿠오카현 후쿠오카시 주오구 시사이드 모모치에 소재하는 HKT48 극장에서 공연.
  - 만나고 싶었어 : 2012년 12월 22일
- 도쿄도 분쿄구 코라쿠에 소재하는 TOKYO DOME CITY HALL에서 공연.
  - 〈놓친 그대들에게〉~AKB48 그룹 전 공연~
    1. A 3rd 〈누군가를 위해서〉 공연 : 2011년 6월 4일 - 팀N(모리 제외)·야마구치
    2. K 2nd 〈청춘 걸즈〉 공연 : 2011년 6월 5일 - 팀N(모리 제외)·야마구치

  - 〈놓친 그대들에게 2〉~AKB48 그룹 전 공연~
    1. B 3rd 〈아이돌의 새벽〉 공연 : 2012년 5월 18일 - 팀M(오오타 리오나 제외)·아즈마·오키타
    2. K 2nd 〈청춘 걸즈〉 공연 : 2012년 5월 19일 - 팀N
    3. A 3rd 〈누군가를 위해서〉 공연 : 2012년 5월 20일 - 팀N(후쿠모토 제외)·오키타
- 후쿠오카현 후쿠오카시 츄오 구 치교하마에 소재하는 Zepp Fukuoka에서 공연.
  - 누군가를 위해서 : 2011년 5월 14일[36]
  - 청춘 걸즈 : 2011년 8월 7일
- 도쿄도 미나토구 타카나와에 소재하는 요시모토 프린스 시어터에서 YOSHIMOTO WONDER CAMP TOKYO의 일환으로 공연.
  - 청춘 걸즈 : 2011년 8월 10일 ~ 12일
- 아이치현 나고야시 나카무라 구 Zepp Nagoya에서 공연.
  - 청춘 걸즈 : 2011년 8월 28일
- 도쿄도 코토 구 Zepp Tokyo에서 공연.
  - 청춘 걸즈 : 2011년 9월 4일
- 싱가포르 SCAPE에서 공연.
  - 청춘 걸즈 : 2011년 12월 4일
- 치바현 치바시 미하마구에 소재하는 요시모토 마쿠하리 이온 몰 극장에서 공연.
  - 지금 연애 중 : 2014년 1월 4일

## 수상
- 제26회 일본 골드 디스크 대상 베스트 5 뉴 아티스트[37] (2012년)

## 같이 보기
일본 자매 그룹
- AKB48
- SKE48
- HKT48
- NGT48
- STU48

일본 해외 자매 그룹
- JKT48
- BNK48
- MNL48
- AKB48 Team SH
- AKB48 Team TP
- SGO48
- CGM48
- DEL48
- MUB48
- KLP48

### 내용주
1. 1 2 3 4  전 팀BII에서 해지 전에 졸업 발표했다.
2. ↑  1기생 공연→팀N 1st 공연의 합계
3. ↑  이 공연은 팀BII 2013년 9월 7일 ~ 13일의 기획 《속은 셈 치고 먹어봐 위크》의 서프라이즈 공연
4. ↑  2012년 1월 26일에 팀M이 결성된 후에는 연구생 이외의 멤버도 출연
5. ↑  2015년 2월 4일 전원 승격
6. ↑  공연 시작 당시에는 제목은 미정으로, 2016년 12월 28일에 일반 공모에 의한 공연 제목이 결정했다

### 참조주
1. ↑  “2013년 10월 1일부터 10월 15일의 NMB48 극장 공연 예정”. NMB48 공식 블로그. 2013년 9월 15일. 2013년 10월 4일에 확인함.
2. ↑  “2013년 10월 16일부터 10월 31일의 NMB48 극장 공연 예정”. NMB48 공식 블로그. 2013년 9월 30일. 2013년 10월 4일에 확인함.
3. ↑  “〈AKB48 그룹 신 공연 알림〉”. NMB48 공식 사이트. 2013년 8월 23일. 2013년 8월 27일에 원본 문서에서 보존된 문서. 2013년 8월 24일에 확인함.
4. ↑  〈Team-N 오리지널 신 공연 첫날 결정, 5월 12일 (토) (예정)에 공연 실시〉 보관됨 2014-04-07 - 웨이백 머신 - NMB48 공식 사이트 (2012년 3월 1일)
5. ↑  〈팀N 오리지널 공연 연기 알림〉 보관됨 2014-04-07 - 웨이백 머신 - NMB48 공식 사이트 (2012년 5월 3일)
6. ↑  〈8월 19일 (일) Team N 오리지널 신 공연 첫날 결정!〉 보관됨 2014-04-07 - 웨이백 머신 - NMB48 공식 사이트 (2012년 6월 30일)
7. ↑  〈NMB48 Team N 오리지널 신 공연 연기에 관한 알림〉 보관됨 2014-04-07 - 웨이백 머신- NMB48 공식 사이트 (2012년 8월 9일)
8. ↑  〈NMB48 극장 샐러리맨 지배인 카네코로부터〉 - NMB48 공식 블로그 (2012년 9월 20일)
9. ↑  〈팬 여러분께 Team N 오리지널 공연 연기 알림〉 - NMB48 공식 블로그 (2012년 10월 1일)
10. ↑  〈NMB48 Team N 오리지널 신 공연 연기에 관한 알림〉 보관됨 2014-04-07 - 웨이백 머신 - NMB48 공식 블로그 (2013년 10월 20일)
11. ↑  〈NMB48 Team N 오리지널 신 공연 연기에 관한 알림〉 - NMB48 공식 블로그 (2013년 11월 3일)
12. 1 2 3  “NMB48劇場 現チーム公演の千秋楽予定につきまして”. 《NMB48公式サイト》. KYORAKU吉本.ホールディングス. 2016년 12월 1일. 2016년 12월 1일에 확인함.
13. ↑  “山本彩、山本彩加に「半端ない」NMBチームＮ初日”. 《nikkansports.com》 (日刊スポーツ新聞社). 2017년 1월 15일. 2017년 1월 15일에 확인함.
金子剛 (2017년 1월 15일). “新チームN「目撃者」公演 初日”. 《NMB48 공식 블로그》. 2017년 1월 15일에 확인함.
14. ↑  “チームN公演初日”. NMB48 공식 블로그. (2019년 3월 10일)
15. ↑  “NMB48、新生チームM始動 2時間で17曲披露 メンバーの楽器演奏も”. 《スポーツ報知》 (報知新聞社). 2017년 1월 24일. 2017년 2월 2일에 원본 문서에서 보존된 문서. 2017년 1월 26일에 확인함.
16. ↑  “NMB渋谷凪咲「第2章色づけたい」新体制スタート”. 《日刊スポーツ》 (日刊スポーツ新聞社). 2019년 3월 2일. 2019년 3월 4일에 확인함.
17. 1 2  NMB48 팀BII 신 공연 11월 1일 스타트 - 닛칸 스포츠 (2013년 9월 13일)
18. ↑  “NMB48藤江れいな、22歳最後に卒業発表 女優を目指す”. 《ORICON NEWS》 (oricon ME). 2017년 2월 1일. 2017년 2월 3일에 확인함.
19. ↑  “チームBII公演初日”. NMB48 공식 블로그. (2019년 3월 13일)
20. ↑  “研究生公演の「タイトル」と「謎かけ」を募集!”. 《NMB48公式サイト》. KYORAKU吉本.ホールディングス. 2016년 10월 4일. 2016년 10월 8일에 확인함.
21. ↑  金子剛 (2016년 12월 28일). “28日(水)2016年ラスト公演!!”. 《Google+》. 2016년 12월 28일에 확인함.
22. ↑  “研究生・堀詩音、涙のNMB48昇格「やっとスタート地点に立てた」”. 《スポーツ報知》. 2016년 8월 25일. 2016년 8월 26일에 원본 문서에서 보존된 문서. 2016년 8월 26일에 확인함.
23. ↑  “元NMB山田菜々の妹寿々、研究生公演でセンター”. 《nikkansports.com》 (日刊スポーツ新聞社). 2016년 10월 4일. 2016년 10월 8일에 확인함.
24. ↑  “研究生『届かなそうで届くもの』千秋楽/リバイバル公演/西仲七海卒業公演日のお知らせ”. 《NMB48 공식 블로그》. 2017년 5월 2일. 2017년 6월 28일에 확인함.
25. ↑  “9月26日(水) NMB48 研究生　山本彩プロデュース『夢は逃げない』公演 ◆初日◆”. 《NMB48 공식 블로그,》. 2018년 9월 26일. 2018년 9월 26일에 확인함.
26. ↑  “さや姉、プロデュース公演初日に感無量「愛と想いと魂を残していきます」”. 《Sponichi Annex》 (スポーツニッポン新聞社). 2018년 9월 26일. 2018년 9월 26일에 확인함.
27. ↑  “吉田朱里プロデュース 7期研究生「Will be idol」公演初日”. 《NMB48オフィシャルブログ》. 2020년 11월 21일. 2020년 11월 21일에 확인함.
28. ↑  新プロジェクトスタート！「NAMBATTLE ～戦わなNMBちゃうやろっ！～」 - NMB48公式サイト2021年1月1日
29. ↑  NAMBATTLE公演に関してのお知らせ -NMB48オフィシャルブログ 2021年1月15日
30. ↑  NAMBATTLE公演〜舞〜 2クール目スケジュールのお知らせ - NMB48オフィシャルブログ 2021年1月26日
31. ↑  NAMBATTLE公演〜舞〜 3クール目スケジュールのお知らせ - NMB48オフィシャルブログ (2021年2月3日).2021年2月3日閲覧。
32. ↑  “NAMBATTLE公演～舞～ 初日”. 《NMB48オフィシャルブログ》. 2020년 12월 29일. 2020년 12월 29일에 확인함.
33. ↑  “NMB48が3年ぶりアルバムリリース、真夏の神戸ライブ＆初のアジアツアーも”. 《音楽ナタリー》 (ナターシャ). 2017년 6월 27일. 2017년 6월 28일에 확인함.
34. ↑  “小嶋花梨プロデュース『難波愛〜今、小嶋が思うこと〜』公演 初日”. NMB48 공식 블로그. (2019년 4월 8일)
35. ↑  “NMB48『(仮)難波鉄砲隊其之九公演開催のお知らせ』”. 《NMB48オフィシャルブログpowered by Ameba》 (일본어). 2020년 12월 18일에 확인함.
36. ↑  〈불타올라라 남자 데이〉에 연관지어, 남자에게 인기있는 만화 〈크로우즈&WORST〉와, 〈NMB48〉와의 스페셜 콜라보 기획! 후쿠오카 소프트뱅크 호크스 공식 사이트 티켓 뉴스 2011년 4월 21일 전달
37. ↑  제26회 일본 골드 디스크 대상